# Ernst Dudel
Ernest Dudel (14 de septiembre de 1892–23 de diciembre de 1977) fue un político y militar alemán.

## Biografía
Nacido en Freiberg el 14 de septiembre de 1892, fue miembro del Partido Comunista de Alemania (KPD) y del Roter Frontkämpferbund (RFB).
En 1936 huyó de la Alemania nazi, cruzando la frontera de Checoslovaquia junto a otros comunistas alemanes. Tras el estallido de la Guerra civil en España se trasladó a este país, donde se integraría como combatiente de las Brigadas Internacionales. Llegó a luchar con la XI Brigada Internacional, en la que había muchos comunistas alemanes exiliados. Tomó parte en la batalla del Jarama, en febrero de 1937, donde tuvo una destacada actuación al frente de una compañía. Para 1938 se halla mandando uno de los batallones de la 86.ª Brigada (Internacional), operando en el frente de Córdoba. Posteriormente también asumiría el mando de la 86.ª Brigada.
En febrero de 1939, al final de la guerra, hubo de marchar a Francia junto a los restos del Ejército republicano y fue internado en el campo de concentración de Gurs. Más adelante llegaría a formar parte de la resistencia francesa, luchando contra la ocupación nazi en el país galo. Falleció el 23 de diciembre de 1977.